# Alain Landart
Alain Landart (ur. 14 lutego 1954) – francuski judoka. Mistrz Europy w drużynie 1978 i drugi w 1979. Złoty medalista wojskowych MŚ w 1973. Drugi na ME juniorów w 1972. Mistrz Francji w 1974 i 1977 roku.